# 蘇赫拉布·塞佩赫里
蘇赫拉布·塞佩赫里（1928年10月7日—1980年8月21日）(波斯語: سهراب سپهری）。伊朗的著名詩人和畫家。他與尼瑪·猶四吉、艾哈邁德·沙姆盧、邁赫迪·阿卡萬·薩勒斯以及芙茹弗·法羅赫扎德等伊朗著名的現代詩人并列齊名，他的作品被翻譯成包括：英語、法語、西班牙語、意大利語以及立陶宛語等多種語言。

## 個人生平
蘇赫拉布·塞佩赫里於1928年10月7日出生在伊朗的卡尚。他是在一個愛好藝術和詩歌的家庭環境中長大。他的父親在郵局工作，家庭出身雖然平凡，但是他的父母都很喜歡詩歌和藝術。在他13歲的1941年，他父親因病去世。他在卡尚完成了小學和中學的教育，1943年他來到德黑蘭，先是在一所師範學院學習，在那裏做了幾年教師之後，又考入了德黑蘭大學美術系并以優異成績畢業。
他走出校門之後，在一家石油公司工作了8個月不久就辭去了工作並開始了他的詩歌和藝術創作生涯。他很快發表了第一篇詩集《色彩之死》"The Death of Color"，之後又出版了第二本詩集《沉睡的生命》"Life Sleeps"。
除了詩歌之外，他在美術創作方面也很有天賦，他的畫作曾在許多歐洲國家美術展覽上展出，塞佩赫里去過歐洲許多國家。他曾經在巴黎美術學院學習石版畫課程，當他不再享有獎學金之後，他不得不邊學習邊工作，有時吊在高層大廈清洗窗戶。他的畫作主要描寫自然，他也是伊朗的現代派畫家之一。
1980年4月28日因病在德黑蘭醫院去世，終生未婚。他去世之後，下葬在卡尚，很多藝術愛好者經常光顧他的墓地。

## 詩歌創作
與其他伊朗詩人相比，蘇赫拉布·塞佩赫里的詩歌創作別具一格，由於他對佛教的濃厚興趣以及對西方文化的理解，在他的詩篇中，他將西方的技巧手法與東方神秘主義融爲一體，因而創造了波斯文學史上從未有表現過的詩歌形式。他的創作風格是使用短句而不是長句，而長句格式在波斯詩歌中已經頻繁使用了幾個世紀。他在一部題爲《水的脚步》的作品中，介紹了他自己和他的家庭以及他的思想。在這首詩歌中，他描繪了水、森林和鳥類，描繪了孤獨和寧靜的田園風光，其中的一段描寫道：

……
我們不應攪渾河水，
在下游，也许有隻鴿子正在飲水，
或者在遠方的樹林，有隻雀兒正在整理羽毛，
或者在小村莊裏，有隻泥罐被盛满了水，讓我們不要攪渾河水，
也许溪流正去澆灌楊樹，去為一顆心解渴，一顆悲傷欲絕的心，
也许一個乞丐正在用他的手掬水，浸泡乾巴巴的麵包。
上游的人呀，請體卹河水，他們不應攪渾河水，我们也不應該。
……

這種極爲簡單的想象力將讀者帶入他的深思空間中，他的世界或許脫離了周圍的瑣碎現時。他對佛教的濃厚興趣無疑塑造了他的世界觀以及體現在其詩歌中的各種意象。在詩歌中，他所提到的輕風、黎明和光可以解讀為難以理解的象徵，呼籲解脫時刻的來臨。他的詩歌之所以能吸引年輕一代的伊朗人，不僅在於其詩歌的樸素，也在於他渴望體驗真實的自我。

## 詩歌作品
- 《色彩之死》1951年
- 《夢想的生活》1953年
- 《悲傷的東方》1961年
- 《路人》1966年
- 《綠色空間》1967年
- 《哈斯特-凯塔布（英语：Hasht Ketab (Eight Books)）》1976年